# Akkur, Haveri
Akkur là một làng thuộc tehsil Haveri, huyện Haveri, bang Karnataka, Ấn Độ.